# ناصر شهنازی
ناصر شهنازی (زاده در ارومیه) بازیکن سابق و مربی والیبال اهل ایران است. تیم ملی نوجوانان ایران در سال ۲۰۱۰ با هدایت او موفق شد قهرمان قهرمانی نوجوانان آسیا شود. در سال ۲۰۱۷ نیز تیم ملی ب با هدایت او به مقام قهرمانی جام کنفدراسیون والیبال آسیا دست یافت. وی به مدت سه سال که در تیم ملی، بعنوان دستیار خولیو ولاسکو مشغول به فعالیت بوده‌است. وی در حال حاضر هدایت تیم سایپا را به عهده دارد که در سال ۱۳۹۸ با این تیم به نایب قهرمانی لیگ برتر والیبال ایران رسید.